# 场地拉力赛
场地拉力赛是一种在封闭的混合路面赛道上进行的短距离汽车比赛，赛道表面通常由沥青和碎石组成。車手要駕駛改装過的车辆參加比賽。场地拉力赛在北歐五國、比利时、法国和英国非常受欢迎。1969年，越野拉力赛引入澳大利亚。